# Суфражизм

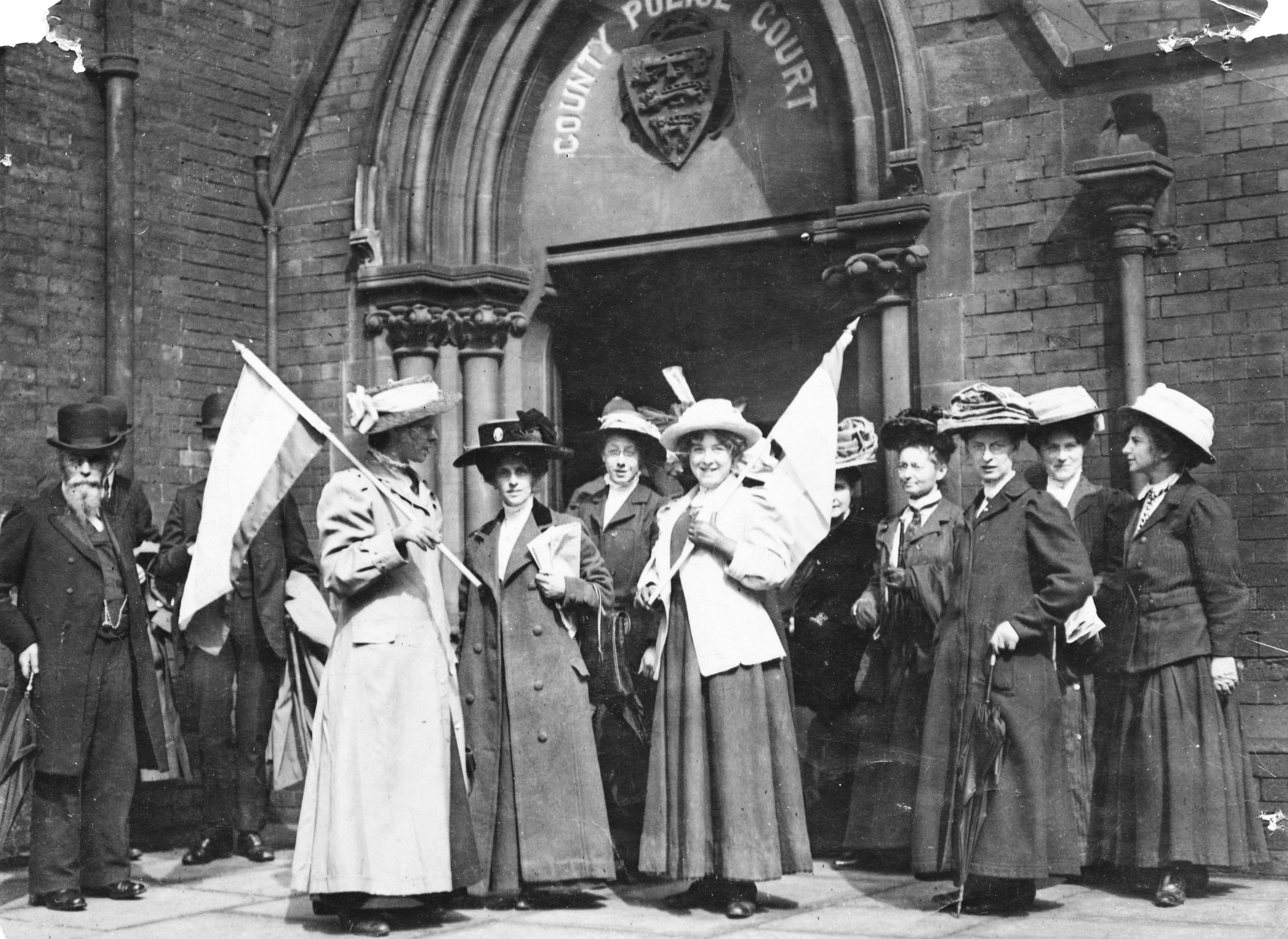
Британські суфражистки на демонстрації, 1911

Суфражи́зм, або боротьба за жіноче виборче право (англ. Women's suffrage movement) — правозахисний рух за надання жінкам виборчого права, а також проти дискримінації жінок у правовому полі, політичному та економічному житті. Зародившись в Англії на зламі ХІХ—ХХ ст. і розповсюдившись в основному у Великій Британії та США, суфражизм ознаменував початок сучасної історії фемінізму, ставши його першою хвилею. 
Здобутком суфражизму є юридичне забезпечення жінкам таких прав людини, як вибір влади, обрання на виборні посади, частина майнових прав (розпоряджатися власним прибутком і майном, здійснювати банківські операції), трудових прав (право на працю в ринковому секторі економіки), сімейних прав (право опіки над дітьми) та ряду інших прав. В частині країн дані права виборено в пізніші періоди чи не здобуто досі.
Суфражистки активно використовували ненасильницькі методи громадянської непокори: приковували себе до воріт, сідали на рейки, влаштовували демонстрації та голодні страйки. Суфражистки застосували радикальніші методи, такі як зрив дебатів у Палаті представників і публічних зібрань, псування майна, блокування проїзду тощо.

## Суфражетки
- Жіночий соціально-політичний союз, Еммелін Панкгерст

## Антисуфражизм

### Закон кота і миші
- Примусове годування

## Історія урівнювання виборчих прав за країнами
Після спроби Дж. С. Мілля клопотати про внесення положення про загальне виборче право у Другий Білль про реформу в 1867 році почали створюватися спільноти, що агітували за поширення виборчого права на жінок.
Першими право голосу отримали 21-літні жінки Нової Зеландії в 1893 році і в Австралії — в 1902 році (тоді це були частини Британської імперії). Але в Новій Зеландії жінки не мали права висувати свої кандидатури на виборчі посади, а в Австралії виборчі права мали лише білі жінки.
У 1903 році Еммелін Панкгерст заснувала Жіночий соціально-політичний союз для організованого суфражистського руху.
Першою країною світу, де всі повнолітні жінки отримали цілісне виборче право (обирати і бути обраними) стала Фінляндія (1906). Вслід за цим право голосу отримали 18-літні освічені жінки низки європейських країн (в Норвегії —  в 1913 році, в Данії та Ісландії —  в 1915 році). В Грузії, Азербайджані, Польщі й Канаді (до 1919 року обмежене, з правом голосувати лише за найближчих родичів, що знаходяться на військовій службі) право голосу жінки отримали в 1918 році. В 1919 році права голосувати і бути обраними добилися жінки Німеччини, Нідерландів, Швеції, Люксембургу і Бельгії (тільки для муніципальних виборів).
В 1920 році загальне виборче право введено в США, Чехословаччині, Австрії та Угорщині, в 1922 — в Ірландії, в 1928 — у Великій Британії, в 1931 — в Іспанії, в 1932 — в Бразилії, в 1934 — на Кубі. 
У 1925 році закон Великої Британії визнав право матерів на своїх дітей. 
Зі значним відставанням, у 1944 році право голосу отримали жінки Франції й Болгарії, Італії (1945), Пакистану, Індії та Китаю (1947),  Румунії та Бельгії (на національному рівні, 1948), Греції (1952), Монако (1962), Швейцарії (1971), Португалії (1974), Ліхтенштейну (1984). Лише в третьому тисячолітті змогли голосувати жінки Кувейту (2005), ОАЕ (2006), Бутану (2008), Саудівської Аравії (2011).
На сьогодні участь у виборах цілковито заборонена специфічно жінкам у місті-країні Ватикан.
У таблиці наведено дати першого запровадження у країнах та на територіях права жінок обирати народних представників та представниць.
| Країна                           | Рік першого законодавчого закріплення жіночого виборчого права | Віковий ценз виборчинь | Примітки (на час першого закріплення)                                                          |
| -------------------------------- | -------------------------------------------------------------- | ---------------------- | ---------------------------------------------------------------------------------------------- |
| Австралія                        | 1902                                                           | 18                     | В складі Британської імперії; лише білі жінки                                                  |
| Австрія                          | 1918                                                           | 16                     |                                                                                                |
| Азербайджан                      | 1918                                                           | 18                     |                                                                                                |
| Албанія                          | 1920                                                           | 18                     |                                                                                                |
| Алжир                            | 1962                                                           | 18                     |                                                                                                |
| Американські Віргінські острови  | немає даних                                                    | 18                     |                                                                                                |
| Американське Самоа               | 1990                                                           | 18                     |                                                                                                |
| Ангілья                          | 1951                                                           | 18                     |                                                                                                |
| Ангола                           | 1975                                                           | 18                     |                                                                                                |
| Андорра                          | 1970                                                           | 18                     |                                                                                                |
| Антигуа і Барбуда                | 1951                                                           | 18                     |                                                                                                |
| Макао                            | немає даних                                                    | 18                     |                                                                                                |
| Аргентина                        | 1947                                                           | 18                     |                                                                                                |
| Аруба                            | немає даних                                                    | 18                     |                                                                                                |
| Афганістан                       | 1963                                                           | 18                     |                                                                                                |
| Багамські Острови                | 1960                                                           | 18                     |                                                                                                |
| Бангладеш                        | 1972                                                           | 18                     |                                                                                                |
| Барбадос                         | 1950                                                           | 18                     |                                                                                                |
| Бахрейн                          | 2002                                                           | 18                     |                                                                                                |
| Беліз                            | 1954                                                           | 18                     |                                                                                                |
| Бельгія                          | 1918/1948                                                      | 18                     | Запроваджено 1919 року. Скасовано 1933. Відновлено 1948.                                       |
| Бенін                            | 1956                                                           | 18                     |                                                                                                |
| Бермудські Острови               | 1944                                                           | 18                     |                                                                                                |
| Білорусь                         | 1919                                                           | 18                     |                                                                                                |
| Болгарія                         | 1944                                                           | 18                     |                                                                                                |
| Болівія                          | 1938                                                           | 18                     |                                                                                                |
| Боснія і Герцеговина             | 1949                                                           | 18                     |                                                                                                |
| Ботсвана                         | 1965                                                           | 18                     |                                                                                                |
| Бразилія                         | 1931                                                           | 16                     |                                                                                                |
| Британські Віргінські Острови    | немає даних                                                    | 18                     |                                                                                                |
| Бруней                           | 1959                                                           | 18                     | Голосування проводиться тільки на місцевих виборах                                             |
| Буркіна-Фасо                     | 1958                                                           | 18                     |                                                                                                |
| Бурунді                          | 1961                                                           | 18                     |                                                                                                |
| Бутан                            | 1953                                                           | 18                     |                                                                                                |
| Вануату                          | 1975                                                           | 18                     |                                                                                                |
| Ватикан                          | немає                                                          | немає                  | Виборчі права мають тільки кардинали, жінкам заборонено бути кардиналами                       |
| Велика Британія                  | 1918                                                           | 18                     | До 1928 існували віковий ценз 30 років та інші обмеження                                       |
| Венесуела                        | 1946                                                           | 18                     |                                                                                                |
| Вірменія                         | 1921                                                           | 18                     |                                                                                                |
| Волліс і Футуна                  | 2001                                                           | 18                     |                                                                                                |
| В'єтнам                          | 1946                                                           | 18                     |                                                                                                |
| Габон                            | 1956                                                           | 21                     |                                                                                                |
| Гаїті                            | 1950                                                           | 18                     |                                                                                                |
| Гаяна                            | 1953                                                           | 18                     |                                                                                                |
| Гамбія                           | 1960                                                           | 18                     |                                                                                                |
| Гана                             | 1954                                                           | 18                     |                                                                                                |
| Гватемала                        | 1946                                                           | 18                     |                                                                                                |
| Гвінея                           | 1958                                                           | 18                     |                                                                                                |
| Гвінея-Бісау                     | 1977                                                           | 18                     |                                                                                                |
| Гернсі                           | немає даних                                                    | 18                     |                                                                                                |
| Гондурас                         | 1955                                                           | 18                     |                                                                                                |
| Гонконг                          | 1949                                                           | 18                     |                                                                                                |
| Гренада                          | 1951                                                           | 18                     |                                                                                                |
| Гренада                          | 1952                                                           | 18                     |                                                                                                |
| Грузія                           | 1918                                                           | 18                     |                                                                                                |
| Гуам                             | немає даних                                                    | 18                     |                                                                                                |
| Гібралтар                        | немає даних                                                    | 18                     |                                                                                                |
| Гренландія                       | немає даних                                                    | 18                     |                                                                                                |
| Данія                            | 1915                                                           | 18                     |                                                                                                |
| ДР Конго                         | 1967                                                           | 18                     |                                                                                                |
| Джерсі                           | немає даних                                                    | 16                     |                                                                                                |
| Джибуті                          | 1946                                                           | 18                     |                                                                                                |
| Домініка                         | 1951                                                           | 18                     |                                                                                                |
| Домініканська Республіка         | 1942                                                           | 18                     |                                                                                                |
| Еквадор                          | 1929                                                           | 18                     |                                                                                                |
| Екваторіальна Гвінея             | 1963                                                           | 18                     |                                                                                                |
| Еритрея                          | 1993                                                           | 18                     |                                                                                                |
| Естонія                          | 1919                                                           | 18                     | Запроваджено 1919 року. Ліквідовано 1934. Відновлено 1940                                      |
| Ефіопія                          | 1955                                                           | 18                     |                                                                                                |
| Єгипет                           | 1956                                                           | 18                     |                                                                                                |
| Ємен                             | 1967                                                           | 18                     |                                                                                                |
| Замбія                           | 1962                                                           | 18                     |                                                                                                |
| Зімбабве                         | 1957                                                           | 18                     |                                                                                                |
| Ізраїль                          | 1948                                                           | 18                     |                                                                                                |
| Індія                            | 1947                                                           | 18                     |                                                                                                |
| Індонезія                        | 1945                                                           | 17                     | Одружені жінки мають право голосу незалежно від віку                                           |
| Ірак                             | 1980                                                           | 18                     |                                                                                                |
| Іран                             | 1963                                                           | 16                     |                                                                                                |
| Ірландія                         | 1918                                                           | 18                     |                                                                                                |
| Ісландія                         | 1915                                                           | 18                     |                                                                                                |
| Іспанія                          | 1931                                                           | 18                     |                                                                                                |
| Італія                           | 1946                                                           | 18                     | Голосувати на виборах до сенату можна з 25 років, балотуватись — з 40 (стаття 58 конституції). |
| Йорданія                         | 1974                                                           | 18                     |                                                                                                |
| Кабо-Верде                       | 1975                                                           | 18                     |                                                                                                |
| Казахстан                        | 1924                                                           | 18                     |                                                                                                |
| Кайманові Острови                | немає даних                                                    | 18                     |                                                                                                |
| Камбоджа                         | 1955                                                           | 18                     |                                                                                                |
| Камерун                          | 1946                                                           | 20                     |                                                                                                |
| Канада                           | 1917                                                           | 18                     |                                                                                                |
| Катар                            | 1997                                                           | 18                     |                                                                                                |
| Кенія                            | 1963                                                           | 18                     |                                                                                                |
| Киргизстан                       | 1918                                                           | 18                     |                                                                                                |
| Кіпр                             | 1960                                                           | 18                     |                                                                                                |
| Кірибаті                         | 1967                                                           | 18                     |                                                                                                |
| КНР                              | 1949                                                           | 18                     |                                                                                                |
| Кокосові острови                 | немає даних                                                    | 18                     |                                                                                                |
| Колумбія                         | 1954                                                           | 18                     |                                                                                                |
| Коморські острови                | 1956                                                           | 18                     |                                                                                                |
| Конго                            | 1963                                                           | 18                     |                                                                                                |
| КНДР                             | 1946                                                           | 17                     |                                                                                                |
| Коста-Рика                       | 1949                                                           | 18                     |                                                                                                |
| Кот д'Івуар                      | 1952                                                           | 19                     |                                                                                                |
| Куба                             | 1934                                                           | 16                     |                                                                                                |
| Кувейт                           | 2005                                                           | 21                     |                                                                                                |
| Лаос                             | 1958                                                           | 18                     |                                                                                                |
| Латвія                           | 1918                                                           | 18                     |                                                                                                |
| Ліван                            | 1952                                                           | 21                     | Жіноче виборче право обмежено освітнім цензом                                                  |
| Лесото                           | 1965                                                           | 18                     |                                                                                                |
| Литва                            | 1918                                                           | 18                     |                                                                                                |
| Ліберія                          | 1946                                                           | 18                     |                                                                                                |
| Лівія                            | 1964                                                           | 18                     |                                                                                                |
| Ліхтенштейн                      | 1984                                                           | 18                     |                                                                                                |
| Люксембург                       | 1919                                                           | 18                     |                                                                                                |
| Маврикій                         | 1956                                                           | 18                     |                                                                                                |
| Мавританія                       | 1961                                                           | 18                     |                                                                                                |
| Мадагаскар                       | 1959                                                           | 18                     |                                                                                                |
| Майотта                          | немає даних                                                    | 18                     |                                                                                                |
| Північна Македонія               | 1946                                                           | 18                     |                                                                                                |
| Малаві                           | 1961                                                           | 18                     |                                                                                                |
| Малайзія                         | 1957                                                           | 21                     |                                                                                                |
| Мальдіви                         | 1932                                                           | 21                     |                                                                                                |
| Малі                             | 1956                                                           | 18                     |                                                                                                |
| Мальта                           | 1947                                                           | 18                     |                                                                                                |
| Марокко                          | 1963                                                           | 18                     |                                                                                                |
| Маршаллові Острови               | 1979                                                           | 18                     |                                                                                                |
| Мексика                          | 1947                                                           | 18                     |                                                                                                |
| Мікронезія                       | 1979                                                           | 18                     |                                                                                                |
| Мозамбік                         | 1975                                                           | 18                     |                                                                                                |
| Молдова                          | 1940                                                           | 18                     |                                                                                                |
| Монако                           | 1962                                                           | 18                     |                                                                                                |
| Монголія                         | 1924                                                           | 18                     |                                                                                                |
| Монтсеррат                       | немає даних                                                    | 18                     |                                                                                                |
| М'янма                           | 1922                                                           | 18                     |                                                                                                |
| Намібія                          | 1989                                                           | 18                     |                                                                                                |
| Науру                            | 1968                                                           | 20                     |                                                                                                |
| Непал                            | 1951                                                           | 18                     |                                                                                                |
| Нігер                            | 1948                                                           | 18                     |                                                                                                |
| Нігерія                          | 1958                                                           | 18                     |                                                                                                |
| Нідерланди                       | 1919                                                           | 18                     |                                                                                                |
| Нідерландські Антильські острови | немає даних                                                    | 18                     |                                                                                                |
| Ніуе                             | немає даних                                                    | 18                     |                                                                                                |
| Нікарагуа                        | 1955                                                           | 16                     |                                                                                                |
| Німеччина                        | 1918                                                           | 18                     | Запроваджено 1919 року. Скасовано 1933. Відновлено 1948.                                       |
| Нова Зеландія                    | 1893                                                           | 18                     | В складі Британської імперії; жінки не мали права обиратись на виборні посади                  |
| Нова Каледонія                   | немає даних                                                    | 18                     |                                                                                                |
| Норвегія                         | 1913                                                           | 18                     |                                                                                                |
| ОАЕ                              | 2006                                                           | немає даних            |                                                                                                |
| Оман                             | 2003                                                           | 21                     |                                                                                                |
| Острів Мен                       | 1881                                                           | 16                     |                                                                                                |
| Острів Норфолк                   | немає даних                                                    | 18                     |                                                                                                |
| Острів Святої Єлени              | немає даних                                                    | немає даних            |                                                                                                |
| Острови Кука                     | 1893                                                           | 18                     |                                                                                                |
| Острови Піткерн                  | 1838                                                           | 18                     |                                                                                                |
| Острови Теркс і Кайкос           | немає даних                                                    | 18                     |                                                                                                |
| Пакистан                         | 1947                                                           | 18                     |                                                                                                |
| Палау                            | 1979                                                           | 18                     |                                                                                                |
| Панама                           | 1941                                                           | 18                     |                                                                                                |
| Папуа Нова Гвінея                | 1964                                                           | 18                     |                                                                                                |
| Парагвай                         | 1961                                                           | 18                     |                                                                                                |
| Перу                             | 1955                                                           | 18                     |                                                                                                |
| Південна Корея                   | 1948                                                           | 19                     |                                                                                                |
| Південно-Африканська Республіка  | 1930; 1994                                                     | 18                     | 1930 року виборче право отримали білі жінки, і лише 1994 року — чорні                          |
| Північні Маріанські Острови      | немає даних                                                    | 18                     |                                                                                                |
| Польща                           | 1918                                                           | 18                     |                                                                                                |
| Португалія                       | 1931                                                           | 18                     |                                                                                                |
| Пуерто-Рико                      | 1929                                                           | 18                     |                                                                                                |
| Республіка Китай                 | 1947                                                           | 20                     |                                                                                                |
| Росія                            | 1917                                                           | 18                     |                                                                                                |
| Руанда                           | 1961                                                           | 18                     |                                                                                                |
| Румунія                          | 1938                                                           | 18                     |                                                                                                |
| Сальвадор                        | 1939                                                           | 18                     |                                                                                                |
| Самоа                            | 1990                                                           | 21                     |                                                                                                |
| Сан-Марино                       | 1959                                                           | 18                     |                                                                                                |
| Сан-Томе і Принсіпі              | 1975                                                           | 18                     |                                                                                                |
| Саудівська Аравія                | 2011                                                           | 21                     |                                                                                                |
| Свазіленд                        | 1968                                                           | 18                     |                                                                                                |
| Сейшельські острови              | 1948                                                           | 17                     |                                                                                                |
| Сен-Бартелемі                    | немає даних                                                    | 18                     |                                                                                                |
| Сенегал                          | 1945                                                           | 18                     |                                                                                                |
| Сен-Мартін                       | немає даних                                                    | 18                     |                                                                                                |
| Сен-П'єр і Мікелон               | немає даних                                                    | 18                     |                                                                                                |
| Сент-Кіттс і Невіс               | 1951                                                           | 18                     |                                                                                                |
| Сент-Люсія                       | 1924                                                           | 18                     |                                                                                                |
| Сент-Вінсент і Гренадини         | 1951                                                           | 18                     |                                                                                                |
| Сербія                           | 1945                                                           | 18                     |                                                                                                |
| Сирія                            | 1949                                                           | 18                     |                                                                                                |
| Сінгапур                         | 1947                                                           | 21                     |                                                                                                |
| Словаччина                       | 1920                                                           | 18                     |                                                                                                |
| Словенія                         | 1945                                                           | 18                     | Для тих, хто працює — 16 років                                                                 |
| Соломонові Острови               | 1974                                                           | 21                     |                                                                                                |
| Сомалі                           | 1956                                                           | 18                     |                                                                                                |
| США                              | 1920                                                           | 18                     |                                                                                                |
| Судан                            | 1964                                                           | 17                     |                                                                                                |
| Суринам                          | 1948                                                           | 18                     |                                                                                                |
| Східний Тимор                    | немає даних                                                    | 17                     |                                                                                                |
| Сьєрра-Леоне                     | 1961                                                           | 18                     |                                                                                                |
| Таджикистан                      | 1924                                                           | 18                     |                                                                                                |
| Таїланд                          | 1932                                                           | 18                     |                                                                                                |
| Танзанія                         | 1959                                                           | 18                     |                                                                                                |
| Того                             | 1945                                                           | 18                     |                                                                                                |
| Токелау                          | немає даних                                                    | 21                     |                                                                                                |
| Тонга                            | 1960                                                           | 21                     |                                                                                                |
| Тринідад і Тобаго                | 1946                                                           | 18                     |                                                                                                |
| Тувалу                           | 1967                                                           | 18                     |                                                                                                |
| Туніс                            | 1959                                                           | 18                     |                                                                                                |
| Туреччина                        | 1930                                                           | 18                     |                                                                                                |
| Туркменістан                     | 1924                                                           | 18                     |                                                                                                |
| Уганда                           | 1962                                                           | 18                     |                                                                                                |
| Угорщина                         | 1918                                                           | 18                     |                                                                                                |
| Узбекистан                       | 1938                                                           | 18                     |                                                                                                |
| Україна                          | 1917                                                           | 20                     |                                                                                                |
| Уругвай                          | 1927                                                           | 18                     |                                                                                                |
| Фарерські острови                | немає даних                                                    | 18                     |                                                                                                |
| Фіджі                            | 1963                                                           | 21                     |                                                                                                |
| Філіппіни                        | 1937                                                           | 18                     |                                                                                                |
| Фінляндія                        | 1906                                                           | 18                     | В складі Російської імперії                                                                    |
| Фолклендські острови             | 1984                                                           | 18                     |                                                                                                |
| Франція                          | 1944                                                           | 18                     |                                                                                                |
| Французька Полінезія             | немає даних                                                    | 18                     |                                                                                                |
| Хорватія                         | 1945                                                           | 18                     |                                                                                                |
| ЦАР                              | 1986                                                           | 21                     |                                                                                                |
| Чад                              | 1958                                                           | 18                     |                                                                                                |
| Чехія                            | 1920                                                           | 18                     |                                                                                                |
| Чилі                             | 1935                                                           | 18                     |                                                                                                |
| Чорногорія                       | немає даних                                                    | 18                     |                                                                                                |
| Швеція                           | 1919                                                           | 18                     |                                                                                                |
| Швейцарія                        | 1971                                                           | 18                     |                                                                                                |
| Шрі-Ланка                        | 1931                                                           | 18                     |                                                                                                |
| Ямайка                           | 1944                                                           | 18                     |                                                                                                |
| Японія                           | 1945                                                           | 20                     |                                                                                                |

## Суфражизм у культурі
- Серія книг про Мері Поппінс (Mary Poppins, 1934; Mary Poppins Comes Back, 1935; Mary Poppins Opens the Door, 1943)
- Герберт Веллз «Енн Вероніка», 1909
- Фільм Ангели із залізними щелепами, 2004
- Фільм Суфражистка, 2015